# Hippopotamus major
A Hippopotamus major az emlősök (Mammalia) osztályának párosujjú patások (Artiodactyla) rendjébe, ezen belül a vízilófélék (Hippopotamidae) családjába tartozó fosszilis faj.

## Előfordulása
A Hippopotamus major fosszilis vízilófaj, amely a pleisztocén kori Európában, valamint a Brit-szigeteken élt. Körülbelül 1,810 millió éve jelent meg és 126 ezer évvel ezelőtt halhatott ki.

## Képek

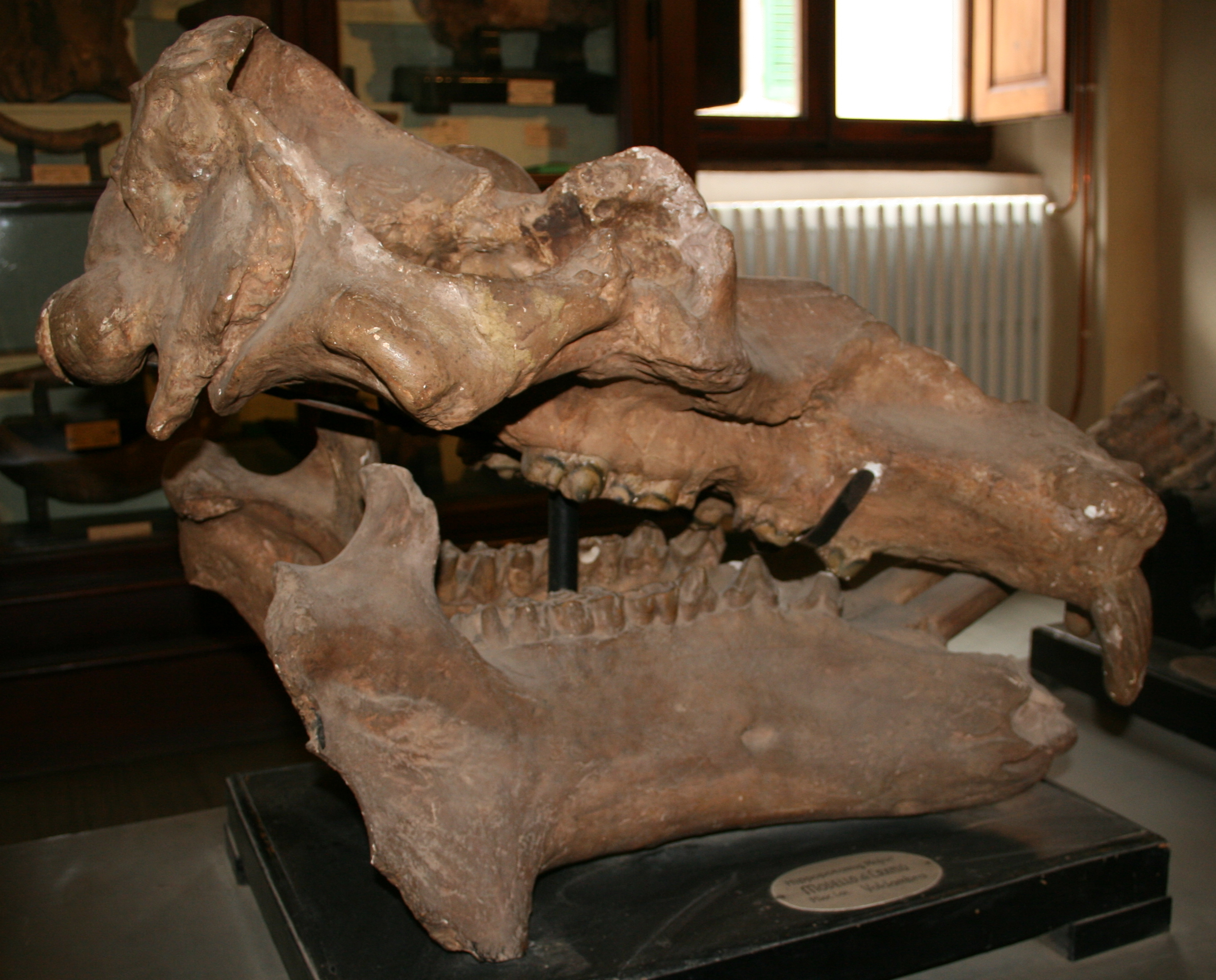
A koponyája oldalról
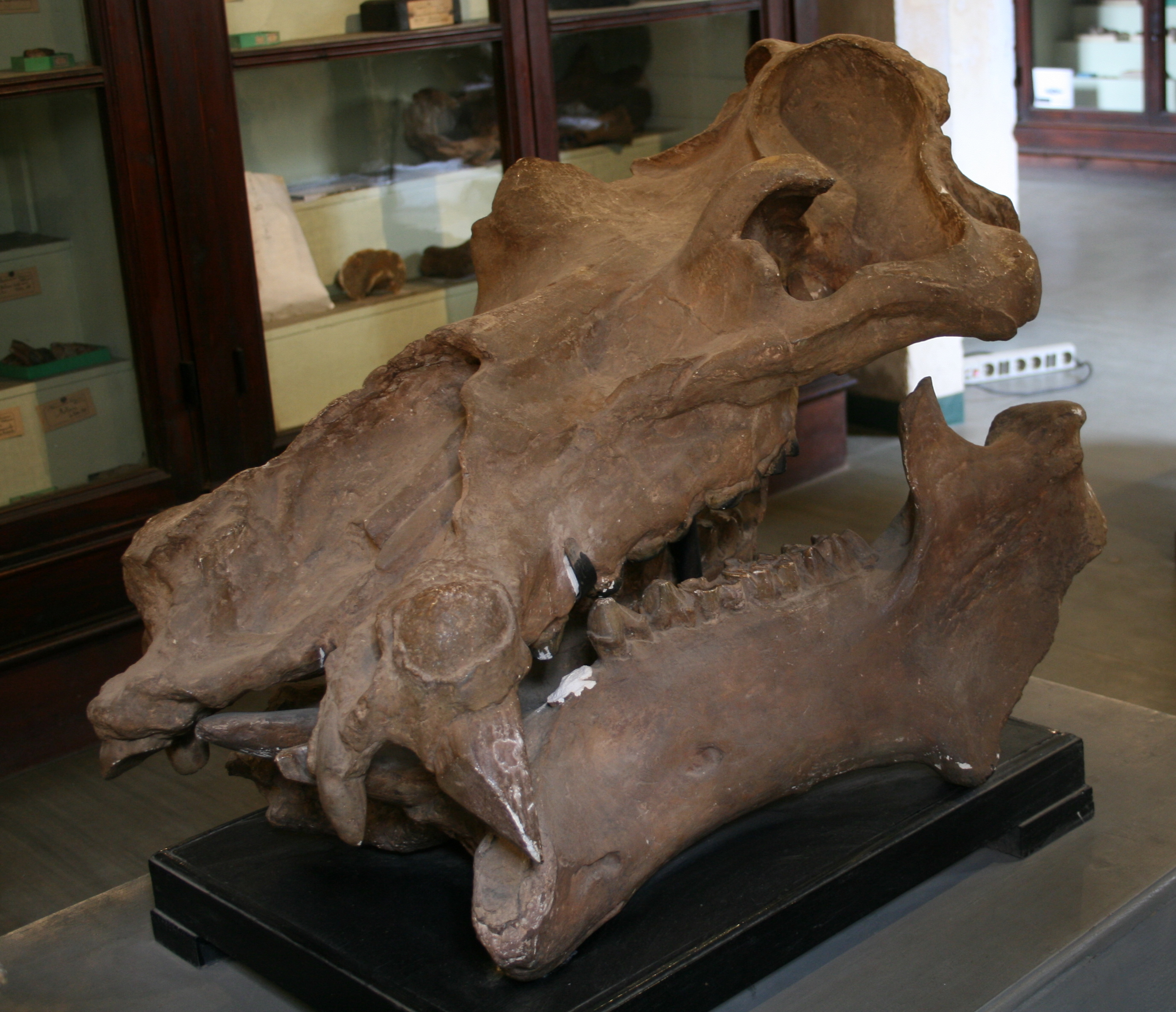
és kissé szemből
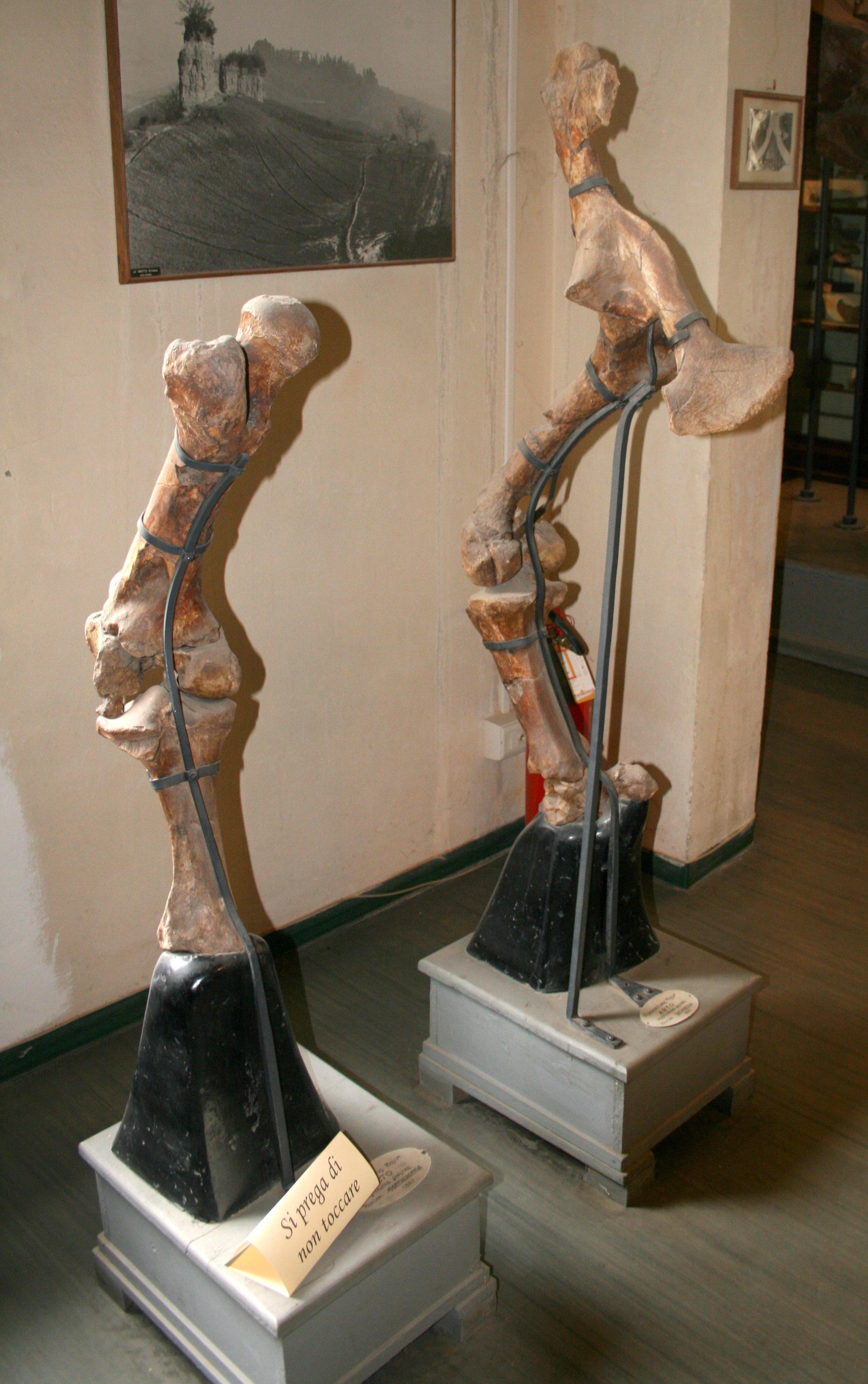
A lábszárai
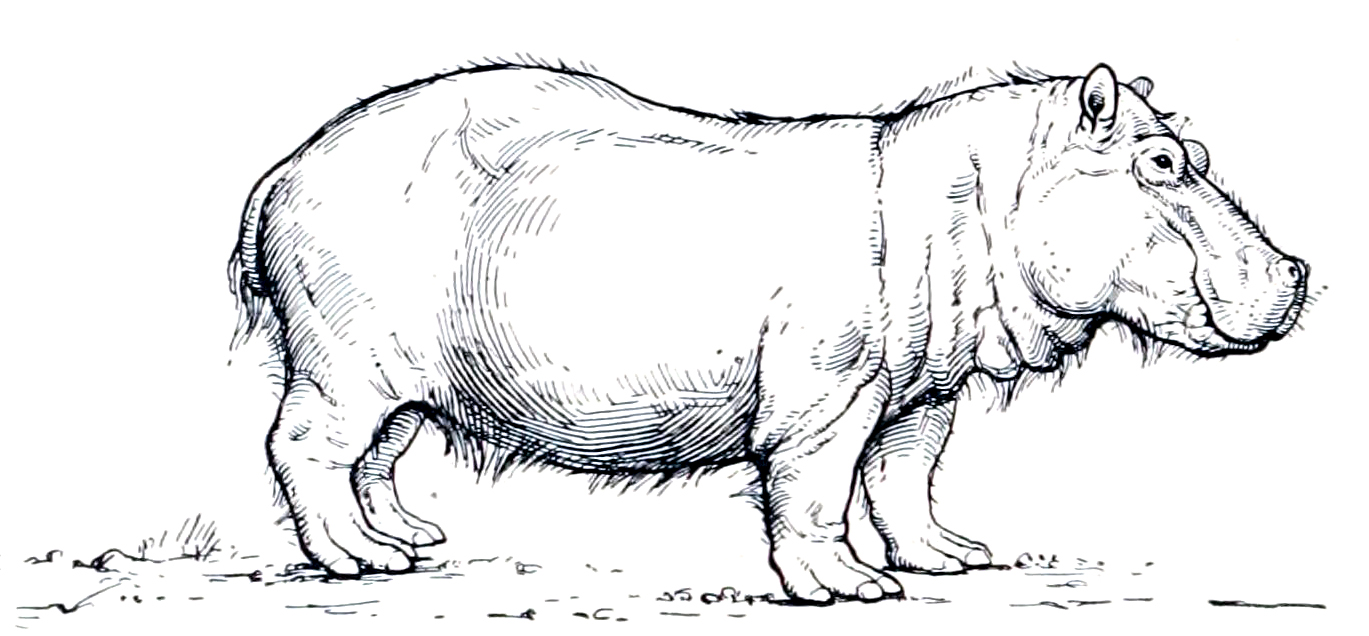
Régi rajz az állatról

### Fordítás
- Ez a szócikk részben vagy egészben  a   Hippopotamus major című angol Wikipédia-szócikk ezen változatának fordításán alapul.  Az eredeti cikk szerkesztőit annak laptörténete sorolja fel. Ez a jelzés csupán a megfogalmazás eredetét és a szerzői jogokat jelzi, nem szolgál a cikkben szereplő információk forrásmegjelöléseként.